# Joe Pokaski
Joe Pokaski é um roteirista e  produtor de televisão mais conhecido por ter trabalhado na série de televisão Heroes.

## Carreira
Joe Pokaski foi roteirista, produtor supervisor e editor executivo da história da série de televisão da NBC, Heroes. Pokaski também escreveu 12 edições da graphic novel Heroes.
Pokaski é o autor de vários quadrinhos da Marvel Comics, incluindo a minissérie de 2008, Invasão Secreta: Inumanos e as últimas três edições de Ultimate Quarteto Fantástico, parte do arco de história "Ultimatum".
Depois de ter trabalhado como roteirista e co-produtor executivo na série de televisão Marvel's Daredevil, da Netflix, Pokaski foi anunciado como showrunner de Marvel's Cloak & Dagger. A série estreou em 2018 na Freeform.

## Filmografia

### Televisão
| Ano           | Título                         | Créditos                                                                    |
| ------------- | ------------------------------ | --------------------------------------------------------------------------- |
| 2006          | Crossing Jordan                | Roteirista (1 episódio)                                                     |
| 2006-2009     | Heroes                         | Roteirista (9 episódios), produtor supervisor, editor executivo da história |
| 2011–2013     | CSI: Crime Scene Investigation | Roteirista (5 episódios), co-produtor executivo, produtor supervisor        |
| 2015          | Marvel's Daredevil             | Roteirista (2 episódios), co-produtor executivo                             |
| 2018-presente | Marvel's Cloak & Dagger        | Criador, showrunner, roteirista (5 episódios), produtor executivo           |